# Konodimini
Konodimini è un comune rurale del Mali facente parte del circondario di Ségou, nella regione omonima.
Il comune è composto da 24 nuclei abitati:
- Bèmè-Wèrè
- Binkèbougou
- Dafinbougou
- Daoulabougou
- Diaka
- Dioni
- Folomakébougou
- Kègnèbougou
- Konodimini
- Massabani
- Massabougou
- Ntomono-Banawolo

- Ouyan
- Primpia
- Sidabougou
- Sidabougou-Wèrè
- Sidi-Wèrè
- Siribougou Siribougoucoura
- Siradiani
- Somonodougouni
- Wentébougou
- Worodiana
- Zanakoro-Soroba
- Zanakoro-Wèrè